# Forze armate dell'Impero austro-ungarico

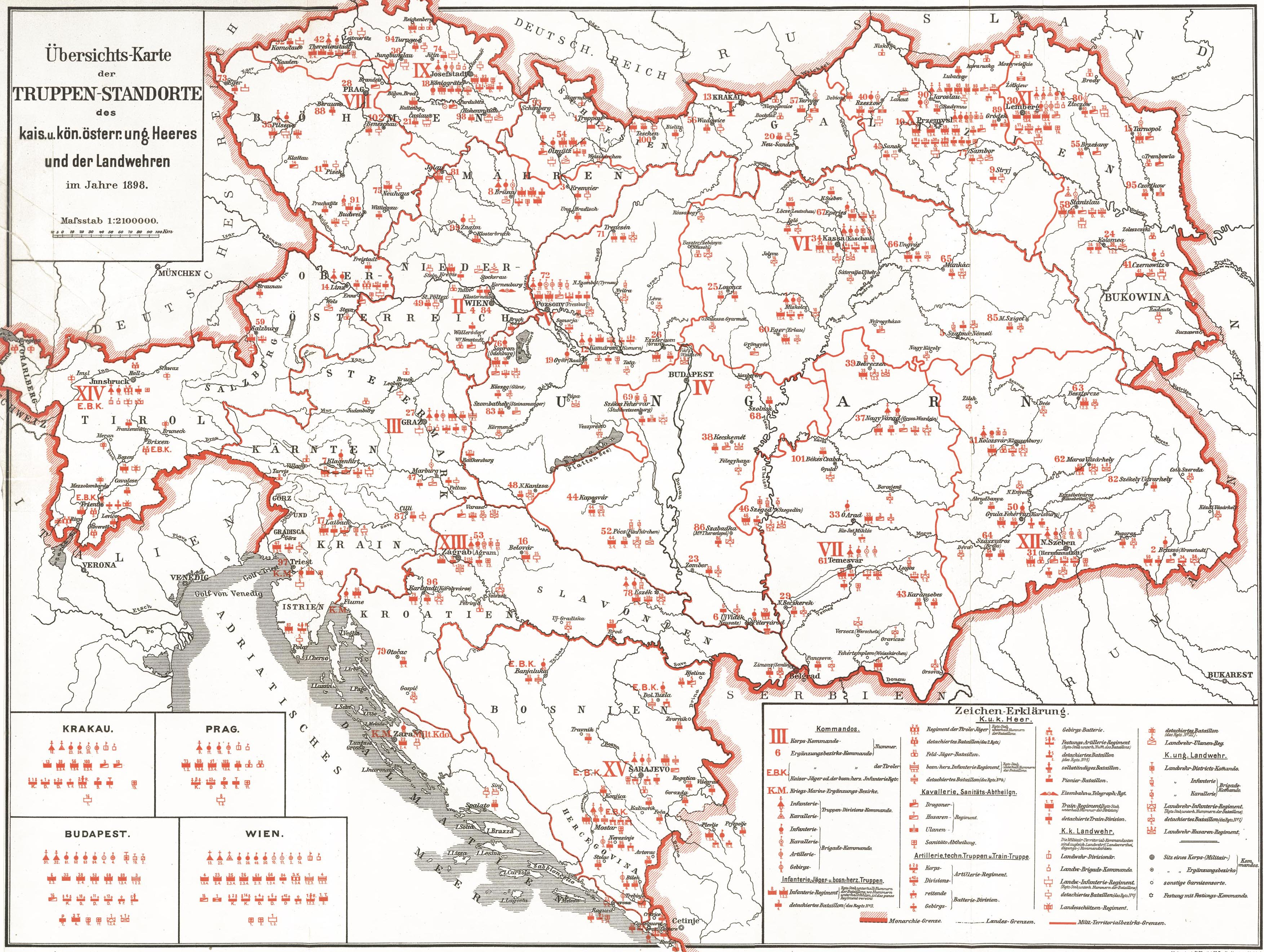
I 16 distretti militari dell'Impero austro-ungarico nel 1898

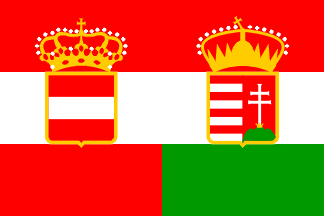
Bandiera dell'Impero austro-ungarico

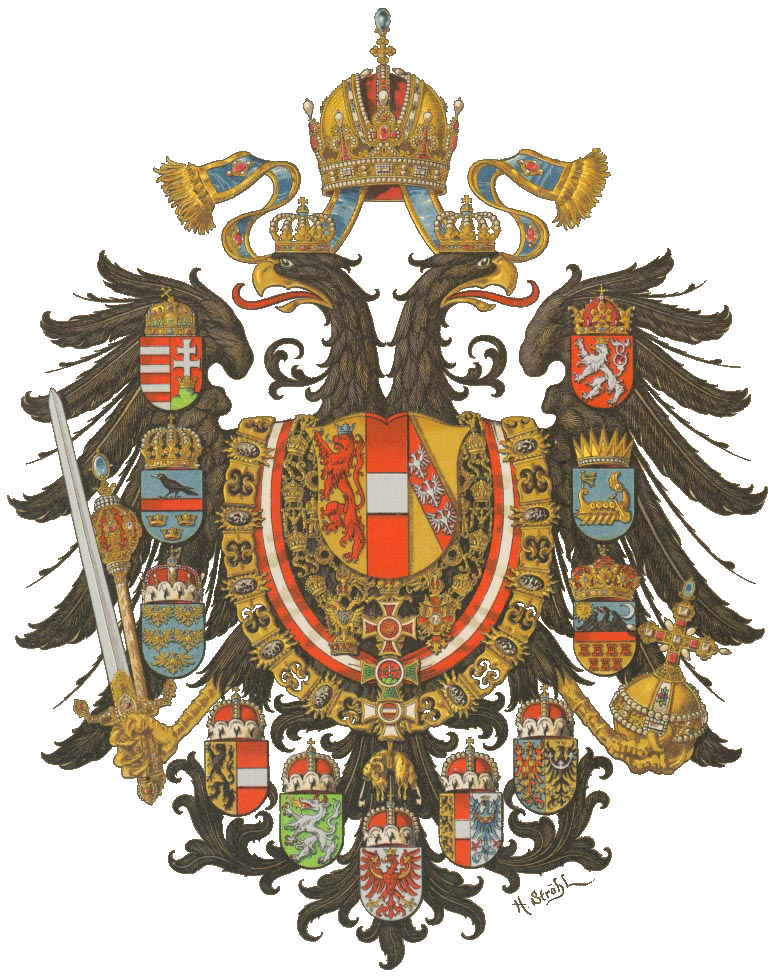
Stemma imperiale asburgico

La Croce Patente

Insegna mercantile e navale austriaca: 1786 (1869)-1918

Le Forze armate dell'Impero austro-ungarico (in tedesco bewaffnete Macht), comprendenti le forze armate riunite (il complesso delle forze terrestri e navali dell'impero e dei due regni), lo stato maggiore imperiale e i servizi segreti della duplice monarchia, furono attive con questo nome dal 1867 (Ausgleich) sino alla dissoluzione dell'impero nel 1918. Le forze armate dell'impero austro-ungarico erano tra le più grandi al mondo: 
anche se non così efficiente come altri eserciti contemporanei, quello austro-ungarico poteva essere considerato per numero, risorse, organizzazione, tecnologia ed addestramento come uno dei principali delle Grandi potenze nel periodo tra la fine ottocento e la prima guerra mondiale.
Inoltre, era l'esercito che aveva al suo interno la più forte cavalleria leggera al suo tempo, costituita dagli ussari ungheresi, e dai lancieri e ulani polacchi: il melting pot della popolazione dell'impero, come si può intuire, si manifestava anche nell'esercito e nelle sue varie divisioni.

## Amministrazione ed organizzazione
|  |  |  |  |                                              |                                              |                                              |                                              |                                              |                                              |  |  |                                                |                                                |                                                |                                                |                                                                     |                                                                     |                                                                     |                                                                     |                                                                     |                                                                     |                                                         |                                                         |                                                                                  |                                                                                  |                                                                                  |                                                                                  |                                                                                  |                                                                                  |                                                             |                                                             |                                                             |                                                             |  |  |                                                                             |                                                                             |                                                                             |                                                                             |                                                                             |                                                                             |  |  |  |  |  |  |  |  |  |  |  |  |  |  |  |  |  |  |  |  |  |  |  |  |  |  |  |  |  |  |  |  |  |  |  |  |  |  |  |  |  |  |  |  |  |  |
|  |  |  |  |                                              |                                              |                                              |                                              |                                              |                                              |  |  |                                                |                                                |                                                |                                                |                                                                     |                                                                     |                                                                     |                                                                     | Forze armate dell'Impero austro-ungarico Bewaffnete Macht           |                                                                     |                                                         |                                                         |                                                                                  |                                                                                  |                                                                                  |                                                                                  |                                                                                  |                                                                                  |                                                             |                                                             |                                                             |                                                             |  |  |                                                                             |                                                                             |                                                                             |                                                                             |                                                                             |                                                                             |  |  |  |  |  |  |  |  |  |  |  |  |  |  |  |  |  |  |  |  |  |  |  |  |  |  |  |  |  |  |  |  |  |  |  |  |  |  |  |  |  |  |  |  |  |  |
|  |  |  |  |                                              |                                              |                                              |                                              |                                              |                                              |  |  |                                                |                                                |                                                |                                                |                                                                     |                                                                     |                                                                     |                                                                     |                                                                     |                                                                     |                                                         |                                                         |                                                                                  |                                                                                  |                                                                                  |                                                                                  |                                                                                  |                                                                                  |                                                             |                                                             |                                                             |                                                             |  |  |                                                                             |                                                                             |                                                                             |                                                                             |                                                                             |                                                                             |  |  |  |  |  |  |  |  |  |  |  |  |  |  |  |  |  |  |  |  |  |  |  |  |  |  |  |  |  |  |  |  |  |  |  |  |  |  |  |  |  |  |  |  |  |  |
|  |  |  |  |                                              |                                              |                                              |                                              |                                              |                                              |  |  |                                                |                                                |                                                |                                                |                                                                     |                                                                     |                                                                     |                                                                     |                                                                     |                                                                     |                                                         |                                                         |                                                                                  |                                                                                  |                                                                                  |                                                                                  |                                                                                  |                                                                                  |                                                             |                                                             |                                                             |                                                             |  |  |                                                                             |                                                                             |                                                                             |                                                                             |                                                                             |                                                                             |  |  |  |  |  |  |  |  |  |  |  |  |  |  |  |  |  |  |  |  |  |  |  |  |  |  |  |  |  |  |  |  |  |  |  |  |  |  |  |  |  |  |  |  |  |  |
|  |  |  |  | k.k. Landwehr Landwehr austriaca Cisleitania | k.k. Landwehr Landwehr austriaca Cisleitania | k.k. Landwehr Landwehr austriaca Cisleitania | k.k. Landwehr Landwehr austriaca Cisleitania | k.k. Landwehr Landwehr austriaca Cisleitania | k.k. Landwehr Landwehr austriaca Cisleitania |  |  | k.k. Landsturm Landsturm austriaco Cisleitania | k.k. Landsturm Landsturm austriaco Cisleitania | k.k. Landsturm Landsturm austriaco Cisleitania | k.k. Landsturm Landsturm austriaco Cisleitania | k.k. Landsturm Landsturm austriaco Cisleitania                      | k.k. Landsturm Landsturm austriaco Cisleitania                      |                                                                     |                                                                     | Forze armate comuni Gemeinsame Wehrmacht a közös haderö             | Forze armate comuni Gemeinsame Wehrmacht a közös haderö             | Forze armate comuni Gemeinsame Wehrmacht a közös haderö | Forze armate comuni Gemeinsame Wehrmacht a közös haderö | Forze armate comuni Gemeinsame Wehrmacht a közös haderö                          | Forze armate comuni Gemeinsame Wehrmacht a közös haderö                          |                                                                                  |                                                                                  | Honvéd magyar királyi honvédség k.u. Landwehr Transleitania                      | Honvéd magyar királyi honvédség k.u. Landwehr Transleitania                      | Honvéd magyar királyi honvédség k.u. Landwehr Transleitania | Honvéd magyar királyi honvédség k.u. Landwehr Transleitania | Honvéd magyar királyi honvédség k.u. Landwehr Transleitania | Honvéd magyar királyi honvédség k.u. Landwehr Transleitania |  |  | Landsturm ungherese magyar királyi népfölkelés k.u. Landsturm Transleitania | Landsturm ungherese magyar királyi népfölkelés k.u. Landsturm Transleitania | Landsturm ungherese magyar királyi népfölkelés k.u. Landsturm Transleitania | Landsturm ungherese magyar királyi népfölkelés k.u. Landsturm Transleitania | Landsturm ungherese magyar királyi népfölkelés k.u. Landsturm Transleitania | Landsturm ungherese magyar királyi népfölkelés k.u. Landsturm Transleitania |  |  |  |  |  |  |  |  |  |  |  |  |  |  |  |  |  |  |  |  |  |  |  |  |  |  |  |  |  |  |  |  |  |  |  |  |  |  |  |  |  |  |  |  |  |  |
|  |  |  |  | k.k. Landwehr Landwehr austriaca Cisleitania | k.k. Landwehr Landwehr austriaca Cisleitania | k.k. Landwehr Landwehr austriaca Cisleitania | k.k. Landwehr Landwehr austriaca Cisleitania | k.k. Landwehr Landwehr austriaca Cisleitania | k.k. Landwehr Landwehr austriaca Cisleitania |  |  | k.k. Landsturm Landsturm austriaco Cisleitania | k.k. Landsturm Landsturm austriaco Cisleitania | k.k. Landsturm Landsturm austriaco Cisleitania | k.k. Landsturm Landsturm austriaco Cisleitania | k.k. Landsturm Landsturm austriaco Cisleitania                      | k.k. Landsturm Landsturm austriaco Cisleitania                      |                                                                     |                                                                     | Forze armate comuni Gemeinsame Wehrmacht a közös haderö             | Forze armate comuni Gemeinsame Wehrmacht a közös haderö             | Forze armate comuni Gemeinsame Wehrmacht a közös haderö | Forze armate comuni Gemeinsame Wehrmacht a közös haderö | Forze armate comuni Gemeinsame Wehrmacht a közös haderö                          | Forze armate comuni Gemeinsame Wehrmacht a közös haderö                          |                                                                                  |                                                                                  | Honvéd magyar királyi honvédség k.u. Landwehr Transleitania                      | Honvéd magyar királyi honvédség k.u. Landwehr Transleitania                      | Honvéd magyar királyi honvédség k.u. Landwehr Transleitania | Honvéd magyar királyi honvédség k.u. Landwehr Transleitania | Honvéd magyar királyi honvédség k.u. Landwehr Transleitania | Honvéd magyar királyi honvédség k.u. Landwehr Transleitania |  |  | Landsturm ungherese magyar királyi népfölkelés k.u. Landsturm Transleitania | Landsturm ungherese magyar királyi népfölkelés k.u. Landsturm Transleitania | Landsturm ungherese magyar királyi népfölkelés k.u. Landsturm Transleitania | Landsturm ungherese magyar királyi népfölkelés k.u. Landsturm Transleitania | Landsturm ungherese magyar királyi népfölkelés k.u. Landsturm Transleitania | Landsturm ungherese magyar királyi népfölkelés k.u. Landsturm Transleitania |  |  |  |  |  |  |  |  |  |  |  |  |  |  |  |  |  |  |  |  |  |  |  |  |  |  |  |  |  |  |  |  |  |  |  |  |  |  |  |  |  |  |  |  |  |  |
|  |  |  |  |                                              |                                              |                                              |                                              |                                              |                                              |  |  |                                                |                                                |                                                |                                                | k.u.k. Heer császári és királyi hadsereg Imperiale e regio esercito | k.u.k. Heer császári és királyi hadsereg Imperiale e regio esercito | k.u.k. Heer császári és királyi hadsereg Imperiale e regio esercito | k.u.k. Heer császári és királyi hadsereg Imperiale e regio esercito | k.u.k. Heer császári és királyi hadsereg Imperiale e regio esercito | k.u.k. Heer császári és királyi hadsereg Imperiale e regio esercito |                                                         |                                                         | k.u.k. Kriegsmarine császári és királyi haditengerészet Imperiale e regia marina | k.u.k. Kriegsmarine császári és királyi haditengerészet Imperiale e regia marina | k.u.k. Kriegsmarine császári és királyi haditengerészet Imperiale e regia marina | k.u.k. Kriegsmarine császári és királyi haditengerészet Imperiale e regia marina | k.u.k. Kriegsmarine császári és királyi haditengerészet Imperiale e regia marina | k.u.k. Kriegsmarine császári és királyi haditengerészet Imperiale e regia marina |                                                             |                                                             |                                                             |                                                             |  |  |                                                                             |                                                                             |                                                                             |                                                                             |                                                                             |                                                                             |  |  |  |  |  |  |  |  |  |  |  |  |  |  |  |  |  |  |  |  |  |  |  |  |  |  |  |  |  |  |  |  |  |  |  |  |  |  |  |  |  |  |  |  |  |  |
|  |  |  |  |                                              |                                              |                                              |                                              |                                              |                                              |  |  |                                                |                                                |                                                |                                                | k.u.k. Heer császári és királyi hadsereg Imperiale e regio esercito | k.u.k. Heer császári és királyi hadsereg Imperiale e regio esercito | k.u.k. Heer császári és királyi hadsereg Imperiale e regio esercito | k.u.k. Heer császári és királyi hadsereg Imperiale e regio esercito | k.u.k. Heer császári és királyi hadsereg Imperiale e regio esercito | k.u.k. Heer császári és királyi hadsereg Imperiale e regio esercito |                                                         |                                                         | k.u.k. Kriegsmarine császári és királyi haditengerészet Imperiale e regia marina | k.u.k. Kriegsmarine császári és királyi haditengerészet Imperiale e regia marina | k.u.k. Kriegsmarine császári és királyi haditengerészet Imperiale e regia marina | k.u.k. Kriegsmarine császári és királyi haditengerészet Imperiale e regia marina | k.u.k. Kriegsmarine császári és királyi haditengerészet Imperiale e regia marina | k.u.k. Kriegsmarine császári és királyi haditengerészet Imperiale e regia marina |                                                             |                                                             |                                                             |                                                             |  |  |                                                                             |                                                                             |                                                                             |                                                                             |                                                                             |                                                                             |  |  |  |  |  |  |  |  |  |  |  |  |  |  |  |  |  |  |  |  |  |  |  |  |  |  |  |  |  |  |  |  |  |  |  |  |  |  |  |  |  |  |  |  |  |  |
|  |  |  |  |                                              |                                              |                                              |                                              |                                              |                                              |  |  |                                                |                                                |                                                |                                                |                                                                     |                                                                     |                                                                     |                                                                     |                                                                     |                                                                     |                                                         |                                                         |                                                                                  |                                                                                  |                                                                                  |                                                                                  |                                                                                  |                                                                                  |                                                             |                                                             |                                                             |                                                             |  |  |                                                                             |                                                                             |                                                                             |                                                                             |                                                                             |                                                                             |  |  |  |  |  |  |  |  |  |  |  |  |  |  |  |  |  |  |  |  |  |  |  |  |  |  |  |  |  |  |  |  |  |  |  |  |  |  |  |  |  |  |  |  |  |  |
|  |  |  |  |                                              |                                              |                                              |                                              |                                              |                                              |  |  |                                                |                                                |                                                |                                                | k.u.k. Luftfahrtruppen Aviazione Imperiale e regia                  | k.u.k. Luftfahrtruppen Aviazione Imperiale e regia                  | k.u.k. Luftfahrtruppen Aviazione Imperiale e regia                  | k.u.k. Luftfahrtruppen Aviazione Imperiale e regia                  | k.u.k. Luftfahrtruppen Aviazione Imperiale e regia                  | k.u.k. Luftfahrtruppen Aviazione Imperiale e regia                  |                                                         |                                                         | k.u.k. Seeflieger Aviazione della Imperiale e regia marina                       | k.u.k. Seeflieger Aviazione della Imperiale e regia marina                       | k.u.k. Seeflieger Aviazione della Imperiale e regia marina                       | k.u.k. Seeflieger Aviazione della Imperiale e regia marina                       | k.u.k. Seeflieger Aviazione della Imperiale e regia marina                       | k.u.k. Seeflieger Aviazione della Imperiale e regia marina                       |                                                             |                                                             |                                                             |                                                             |  |  |                                                                             |                                                                             |                                                                             |                                                                             |                                                                             |                                                                             |  |  |  |  |  |  |  |  |  |  |  |  |  |  |  |  |  |  |  |  |  |  |  |  |  |  |  |  |  |  |  |  |  |  |  |  |  |  |  |  |  |  |  |  |  |  |

L'organizzazione delle forze armate austro-ungariche rispecchia la suddivisione della duplice monarchia in due stati sovrani, ognuno con un esercito proprio, ma uniti dalla stessa casa dinastica, gli Asburgi. Fu infatti l'imperatore il comandante supremo di tutte le forze, di cui facevano parte anche le cosiddette forze comuni (Gemeinsame Wehrmacht) con l'esercito comune, dal 1889 ufficialmente chiamata k.u.k. Heer, nonché la k.u.k. Kriegsmarine.
Le forze comuni furono uno delle poche cose che i due stati condividevano insieme. Ad essi spettava la difesa della monarchia anche al di fuori dei confini dell'impero. I due eserciti nazionali dovevano occuparsi invece della difesa dei due stati e non potevano essere normalmente impegnati al fuori dei loro confini. Queste tre forze armate erano soggetti amministrativamente da tre diversi ministeri ma riuniti militarmente sotto un comando unico che in tempo di pace fu lo Stato maggiore (Generalsstab) e in tempo di guerra il Comando supremo (Armeeoberkommando). L'imperatore come comandante supremo di tutte le forze aveva a suo fianco due aiutanti generali (Generaladjutanten) e sei aiutanti di campo (Flügeladjutanten).
Come organo di collegamento tra il comando supremo e i tre ministeri fungeva la cancelleria militare (Militärkanzlei). Alle dirette dipendenze dell'imperatore erano un ispettore generale delle forze armate dell'impero austro-ungarico (Generalinspekteur der gesamten bewaffneten Macht), il capo dello stato maggiore (Chef des Generalstabs) e sei ispettori di armata (Armeeinspektoren) ciascuno con aiutante di campo e aiutante personale.
La suddivisione amministrativa delle forze armate creò parecchi problemi e fu spesso utilizzata da parte Ungherese come riscatto per ottenere ulteriori concessioni nazionali tenendo presente che anche il ministero della guerra per le forzi comuni dipendeva da una commissione di rappresentanti governativi di entrambi gli stati.I politici ungheresi spingevano infatti al rafforzamento del proprio stato a scapito delle forze armate comuni che venivano visti come un relitto di un'idea unitaria ormai superata. Questi tensioni fungevano da freno sullo sviluppo delle forze armate dell'impero austro-ungarico in un'epoca in cui la corsa agli armamenti giocava un ruolo importante in Europa.

## Storia ed operazioni

### Origini
Le forze armate austro-ungariche erano le dirette discendenti delle forze armate degli Asburgo nell'ambito del Sacro Romano Impero dal XIII secolo sino al 1804. Per 200 anni, le forze armate austriache avevano formato un bastione difensivo per il continente europeo da eventuali attacchi degli Ottomani i quali solo in due occasioni, nel 1529 e nel 1683, raggiunsero le porte di Vienna per poi essere immediatamente ricacciati entro i propri confini.
Altre operazioni di successo furono quelle condotte dal principe Eugenio di Savoia, in coordinazione col Duca di Marlborough, in alcune campagne contro Luigi XIV di Francia nella guerra di successione spagnola (1701–14). Le guerre combattute contro la Prussia di Federico il Grande per il controllo della Slesia nel 1740–48 (la guerra di successione austriaca) e quelle del 1756–63 (la guerra dei sette anni) ebbero meno successo. Il potenziale militare della monarchia asburgica durante il XVIII secolo era limitato dalla dipendenza dell'amministrazione dalla dieta imperiale per la riscossione delle tasse e dal controllo assoluto dell'aristocrazia sui contadini.
L'Austria fu la componente essenziale della coalizione antinapoleonica ma venne sconfitta nel 1800, e nuovamente nel 1805 quando Napoleone occupò Vienna dopo la battaglia di Austerlitz e infine nella battaglia di Wagram nel 1809. L'Austria, ad ogni modo, continuò la sua opposizione a Napoleone sino alla sconfitta di quest'ultimo nel 1814.
Le armate mostrarono assoluta fedeltà alla causa imperiale nelle rivolte del 1848 e del 1849, sopprimendo le armate rivoluzionarie e restaurando il potere centrale a Vienna, Budapest, Milano e Praga. Nel 1859 l'Austria venne provocata nella guerra contro il Piemonte ed il suo alleato Napoleone III di Francia: la seconda guerra d'indipendenza italiana durò circa tre mesi, ma da entrambi i fronti mobilitò grandi eserciti. Gli austriaci vennero sconfitti dopo alcuni combattimenti famosi come le battaglie di Magenta e di Solferino e San Martino e il giovane imperatore Francesco Giuseppe d'Austria assunse personalmente il comando delle operazioni.
Dopo la guerra delle sette settimane, la Prussia stabilì il proprio primato sull'Austria nell'amministrazione degli stati tedeschi. La battaglia di Königgrätz fu lo scontro decisivo che comportò per l'Austria una perdita di 20.000 uomini oltre a 20.000 tra dispersi e prigionieri. Sul fronte italiano le sorti però si invertirono e gli austriaci trionfarono nella battaglia di Custoza ed in quella navale di Lissa presso le coste della Dalmazia. Dopo questi scontri l'Austria conobbe un periodo di pace lungo 50 anni sino allo scoppio della prima guerra mondiale nel 1914.
La causa principale di questi continui fallimenti militari per l'Austria dell'Ottocento era l'inesperienza di alcuni generali unita alla presenza di vari gruppi politici che continuamente bloccavano le adeguate spese da sostenere per il mantenimento dell'esercito. Deleterio fu poi l'utilizzo di tecniche antiquate come l'assalto alla baionetta frontale.
L'esercito regolare era composto di 12 corpi d'armata per un totale di 240.000 uomini nel 1854, che poteva espandersi in caso di necessità sino a circa 800.000 uomini. Ad ogni modo la velocità sul campo di queste grandi armate non era ottimale rispetto ad altri grandi eserciti europei e scarso era anche l'uso delle ferrovie per spostamenti militari.

### 1867–1914
La creazione dell'Impero austro-ungarico con il compromesso del 1867 divise l'Impero austriaco in due stati tra loro indipendenti, ovvero l'impero d'Austria e il regno Ungheria. Solo l'esercito, gli affari esteri e le finanze dipendevano direttamente dall'Imperatore che riuniva nella sua persona le due sovranità. Fu proprio dopo la costituzione della duplice monarchia che vennero a crearsi nuove leggi sulla coscrizione che corrispondevano meglio ad una situazione statale composta da dieci nazionalità e cinque religioni differenti tra loro, con condizioni politiche ed economiche molto diverse.
Malgrado tutto, l'Austria-Ungheria dava l'impressione di essere una nazione fortemente militarizzata. Secondo lo storico britannico Edward Crankshaw, non solo l'Imperatore ma tutti gli uomini dell'aristocrazia austriaca indossavano comunemente l'uniforme militare, a parte nelle occasioni di caccia. Non mancavano poi le parate militari e le esibizioni di splendore e forza bellica che erano oggetti di pura propaganda.
I reggimenti erano organizzati su linee linguistiche anche se il tedesco era la lingua ufficiale di comando. In totale si trovavano ungheresi, croati, serbi, italiani, cechi, sloveni e rumeni a combattere sotto la stessa bandiera, anche se nell'anno 1900 si registrava una forte presenza di ufficiali di lingua tedesca, segno inequivocabile della volontà dell'Austria di detenere le posizioni di rilievo.
Durante l'ultima parte del XIX secolo e l'inizio del XX secolo sino alla prima guerra mondiale, le forze armate austro-ungariche iniziarono un processo di modernizzazione in tutte le pratiche d'esercito in termini di addestramento, formazione, equipaggiamento e dottrina, anche se molte delle antiche tradizioni rimasero in uso. Il capo di stato maggiore Rodolfo Montecuccoli e l'erede al trono arciduca Francesco Ferdinando d'Austria svilupparono fortemente la marina militare, e inoltre vennero fortificate le aree orientali dei confini imperiali e venne promossa la costruzione di grandi pezzi d'artiglieria, grazie anche all'intervento del capo di stato maggiore generale, conte Franz Conrad von Hötzendorf.
Anche se l'impero poi non aveva manifestato aspirazioni coloniali, prese parte all'occupazione della Bosnia ed Erzegovina e poi di Novi Pazar, oltre alla spedizione a Creta ed al coinvolgimento nella ribellione dei Boxer.

### 1914–1918
Con lo scoppio della prima guerra mondiale l'esercito austro-ungarico venne diviso in due contingenti, con una più piccola parte tesa ad attaccare la Serbia mentre gran parte si apprestava a fronteggiare la Russia. L'invasione del 1914 della Serbia si rivelò un disastro e l'Impero perse 227.000 uomini su una forza di 450.000 senza aver acquisito alcun territorio.
Sul fronte orientale, i fatti d'arme iniziarono egualmente prendendo una brutta piega. Gli austro-ungarici vennero battuti nella battaglia di Lemberg e si compì l'assedio di Przemyśl.
Nel maggio del 1915, l'Italia aderì alla Triplice intesa, uscendo di fatto dalla triplice alleanza, e scontrandosi dunque contro l'impero austro-ungarico; il fronte italiano rimase quello più sanguinoso per l'Impero negli ultimi tre anni e mezzo di scontri. Nell'estate di quell'anno, le forze austro-ungariche in unione con quelle tedesche parteciparono alla positiva Offensiva di Gorlice-Tarnów. L'impero riuscì a conquistare la Serbia sul finire del 1915 grazie all'intervento della Germania e della Bulgaria.
Nel 1916, i russi focalizzarono i loro attacchi sull'esercito austro-ungarico nell'Offensiva Brusilov, riconoscendo l'inferiorità numerica dell'esercito imperiale. Le forze dell'impero a causa delle loro ingenti perdite (circa 1 milione di uomini) non si ripresero mai più ed erano ormai nelle mani dei tedeschi in quanto a direzione delle operazioni.
Gli ultimi due successi condotti dalle forze dell'impero furono la conquista della Romania e la battaglia di Caporetto dove vennero assistiti sempre dai tedeschi.
Col crollo dell'Impero l'esercito imperiale venne irrimediabilmente compromesso e il rinnovato esercito repubblicano aveva ormai una nuova concezione militare.

## Eredità
Molte delle antiche tradizioni militari austriache vengono ancora oggi mantenute nell'esercito repubblicano austriaco, il Bundesheer. Per esempio ci sono reggimenti che portano ancora nomi storici come il "Kaiserjäger" ed il "Rainer".

## Galleria d'immagini

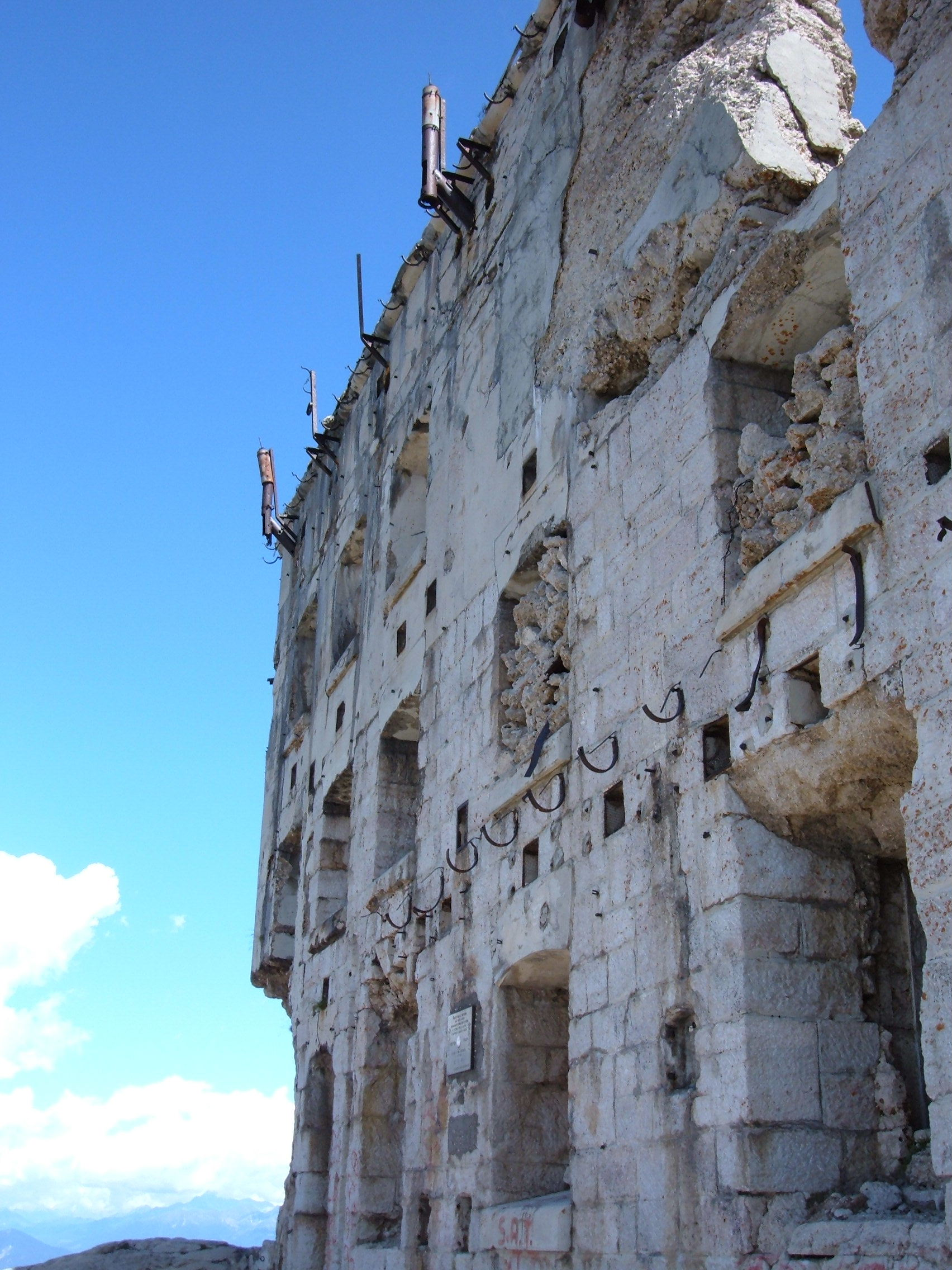
Forte Vezzena
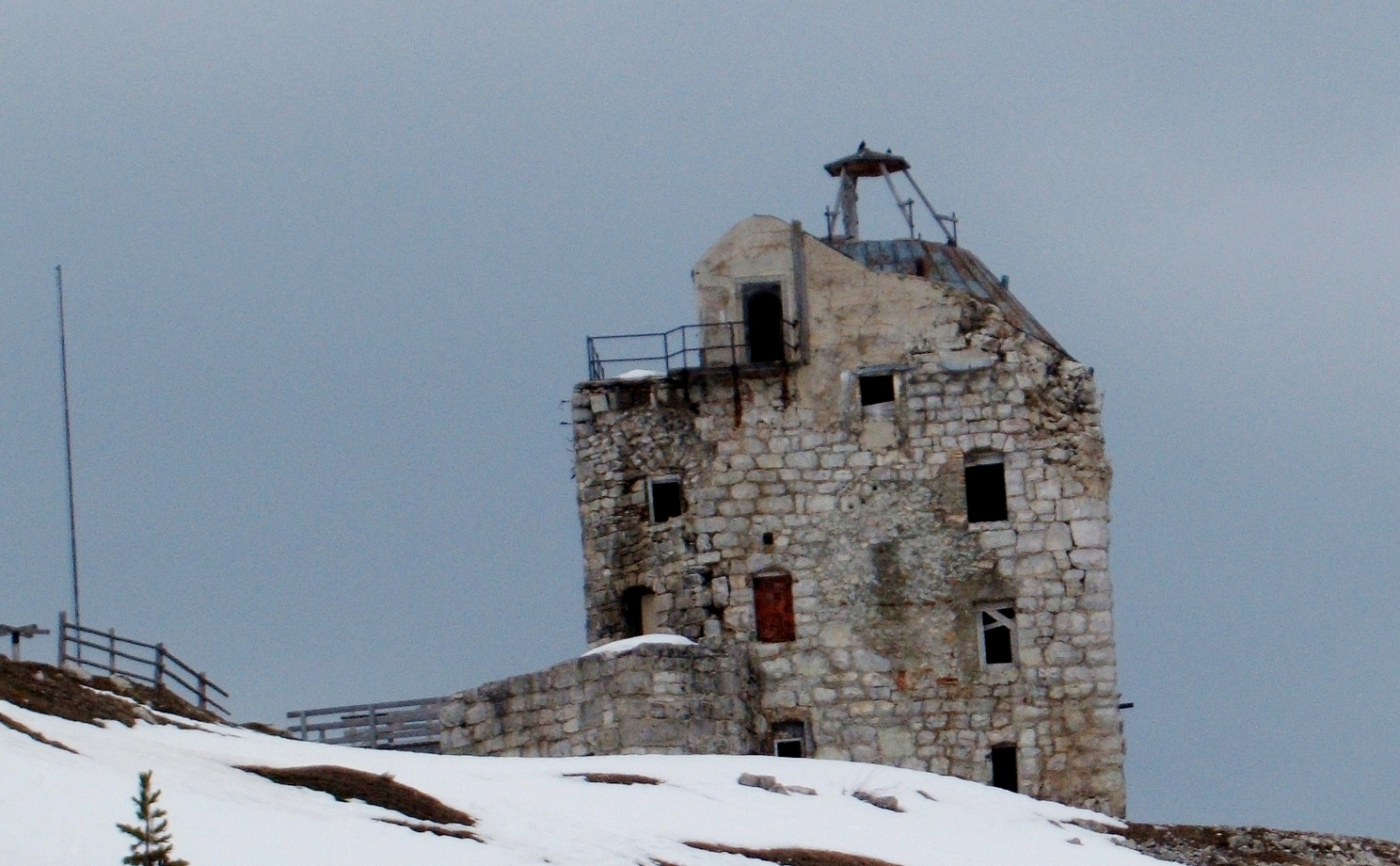
Forte Prato Piazza
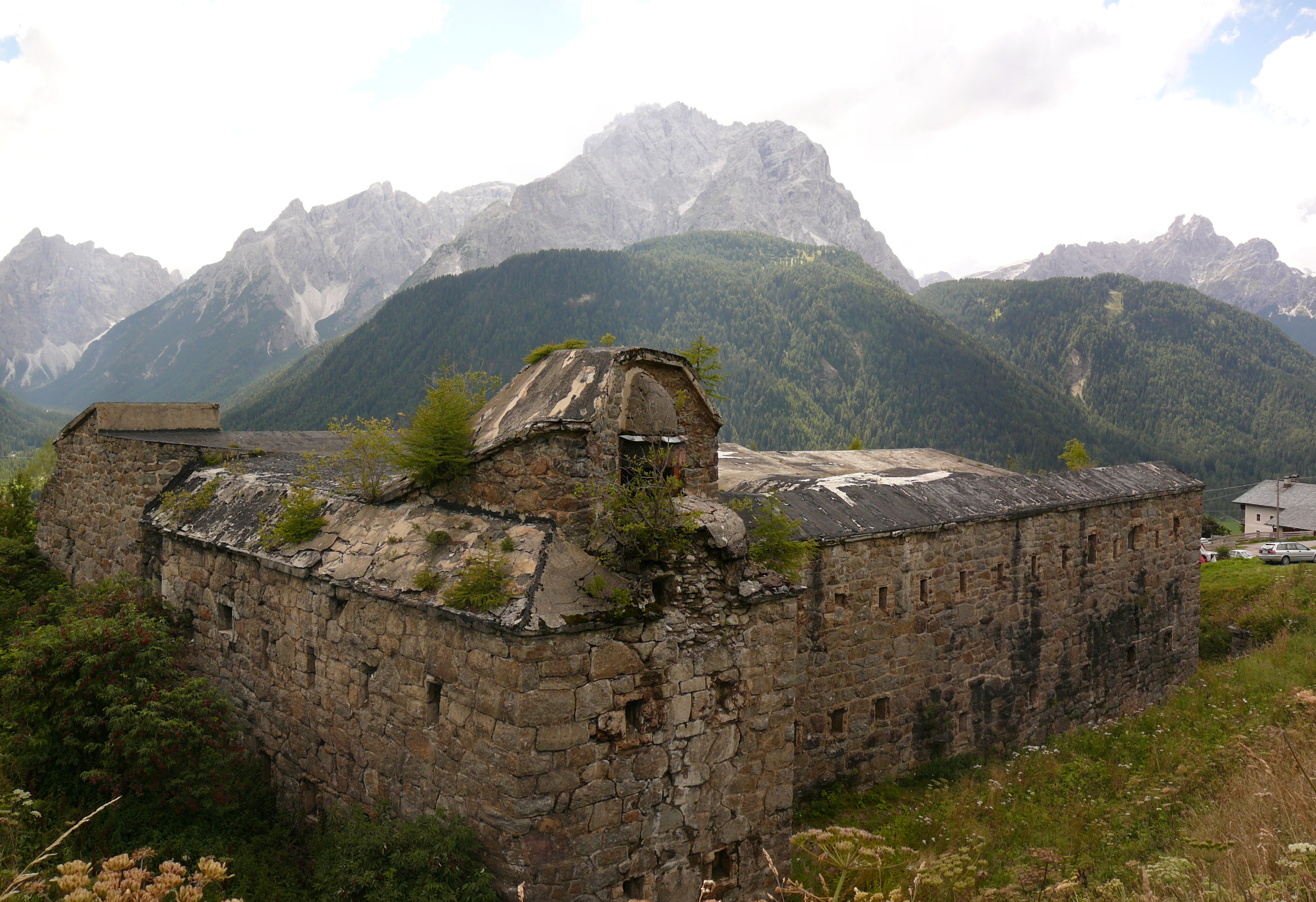
Forte Mitterberg
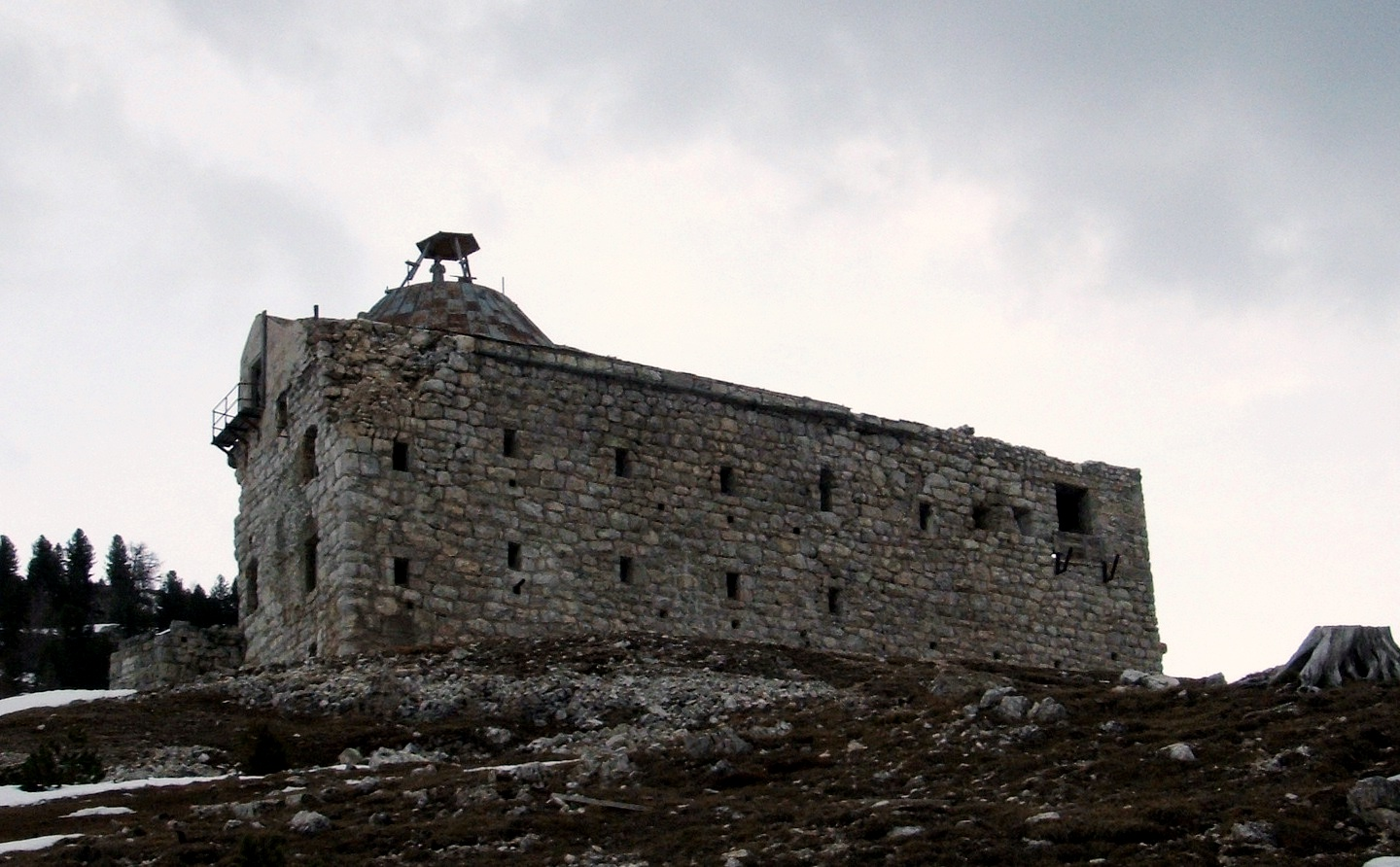
Forte Prato Piazza
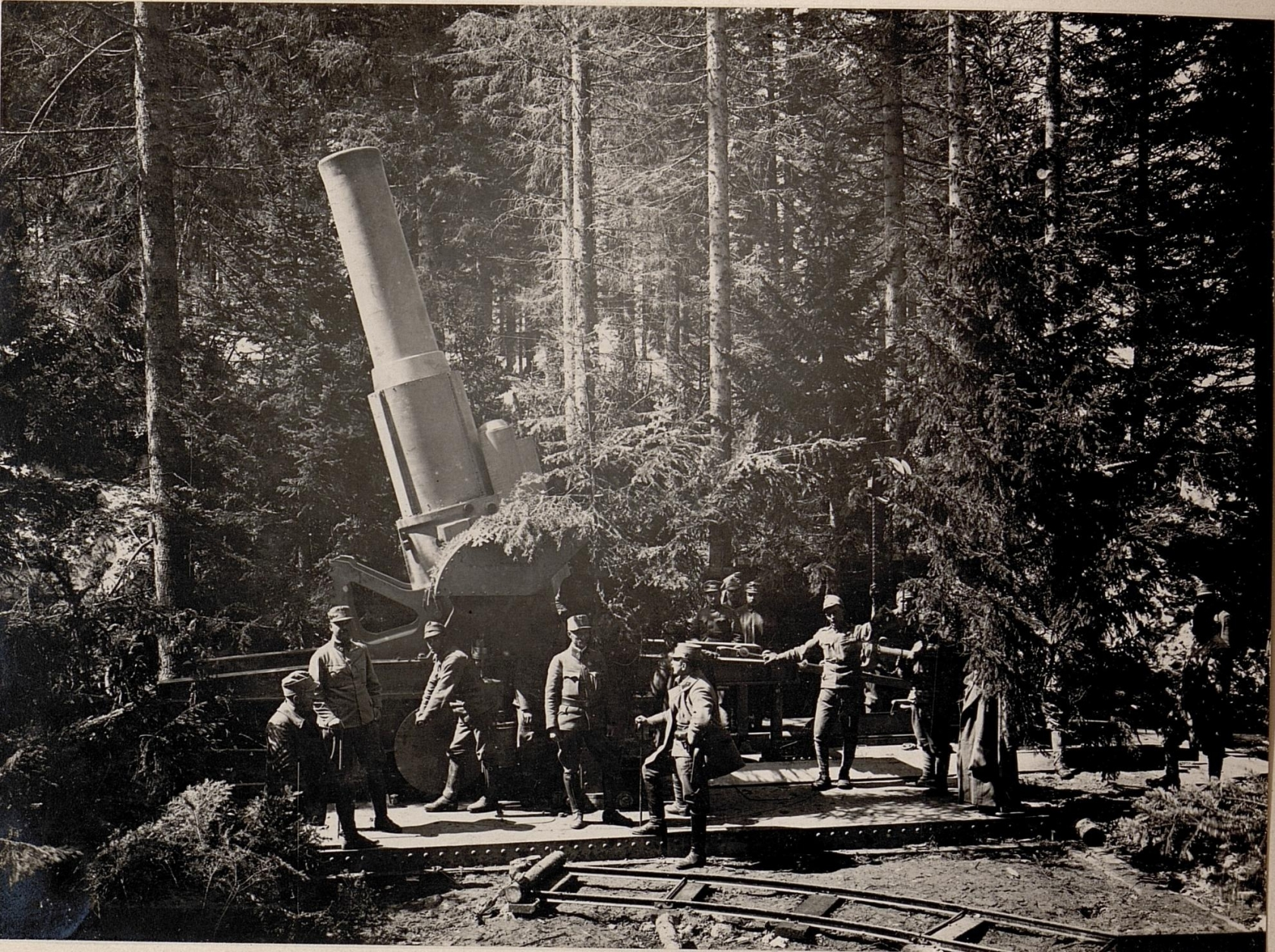
Artiglieria austriaca da 38 cm M 16 in azione
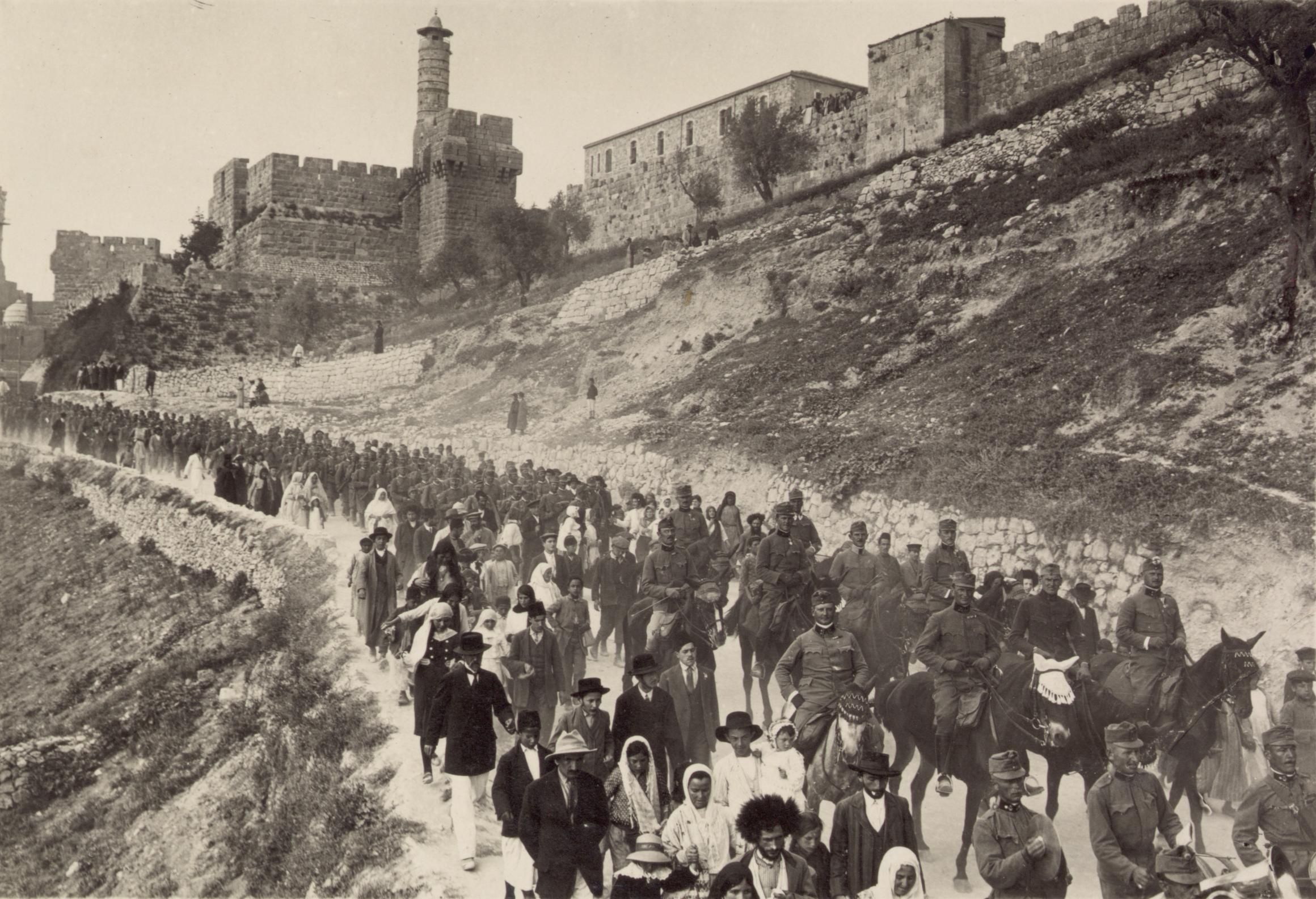
Le truppe austriache abbandonano Gerusalemme nel 1916
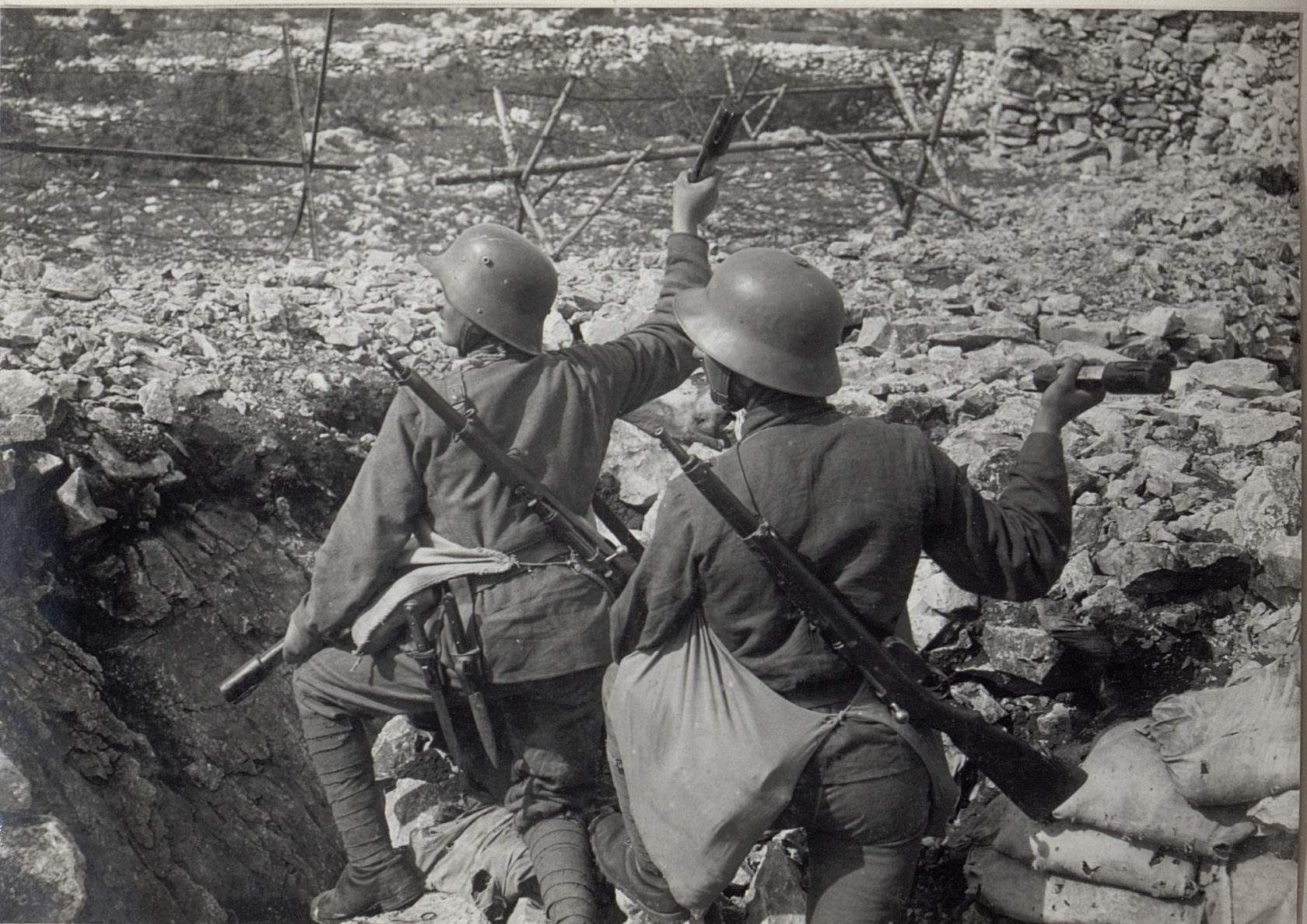
Truppe austriache in azione nella prima guerra mondiale
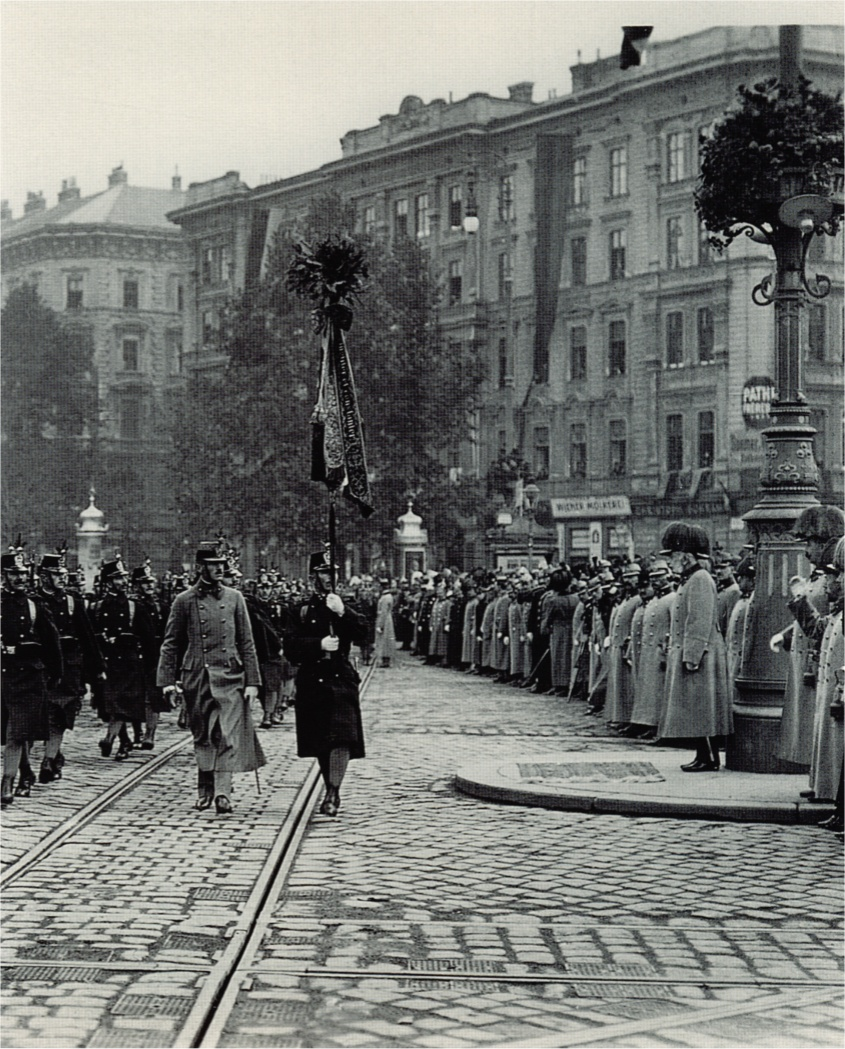
Truppe in rassegna in occasione del primo centenario della Battaglia di Lipsia
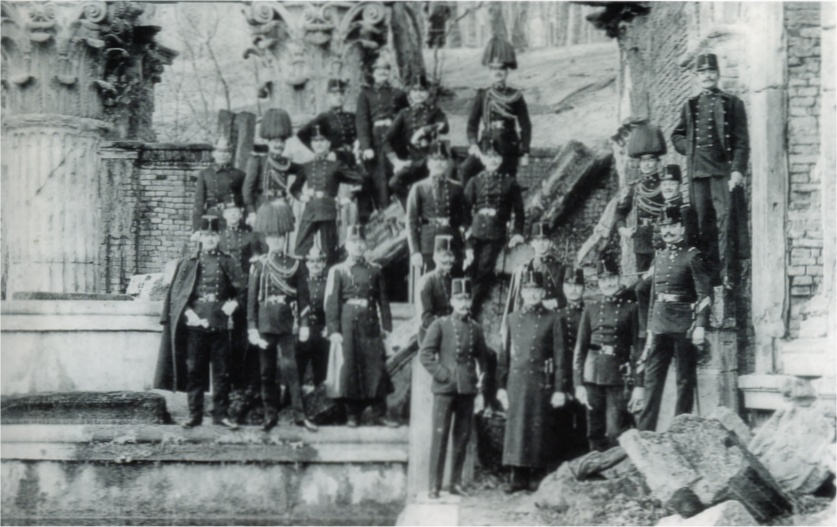
La Guardia Imperiale in posa al Castello di Schönbrunn
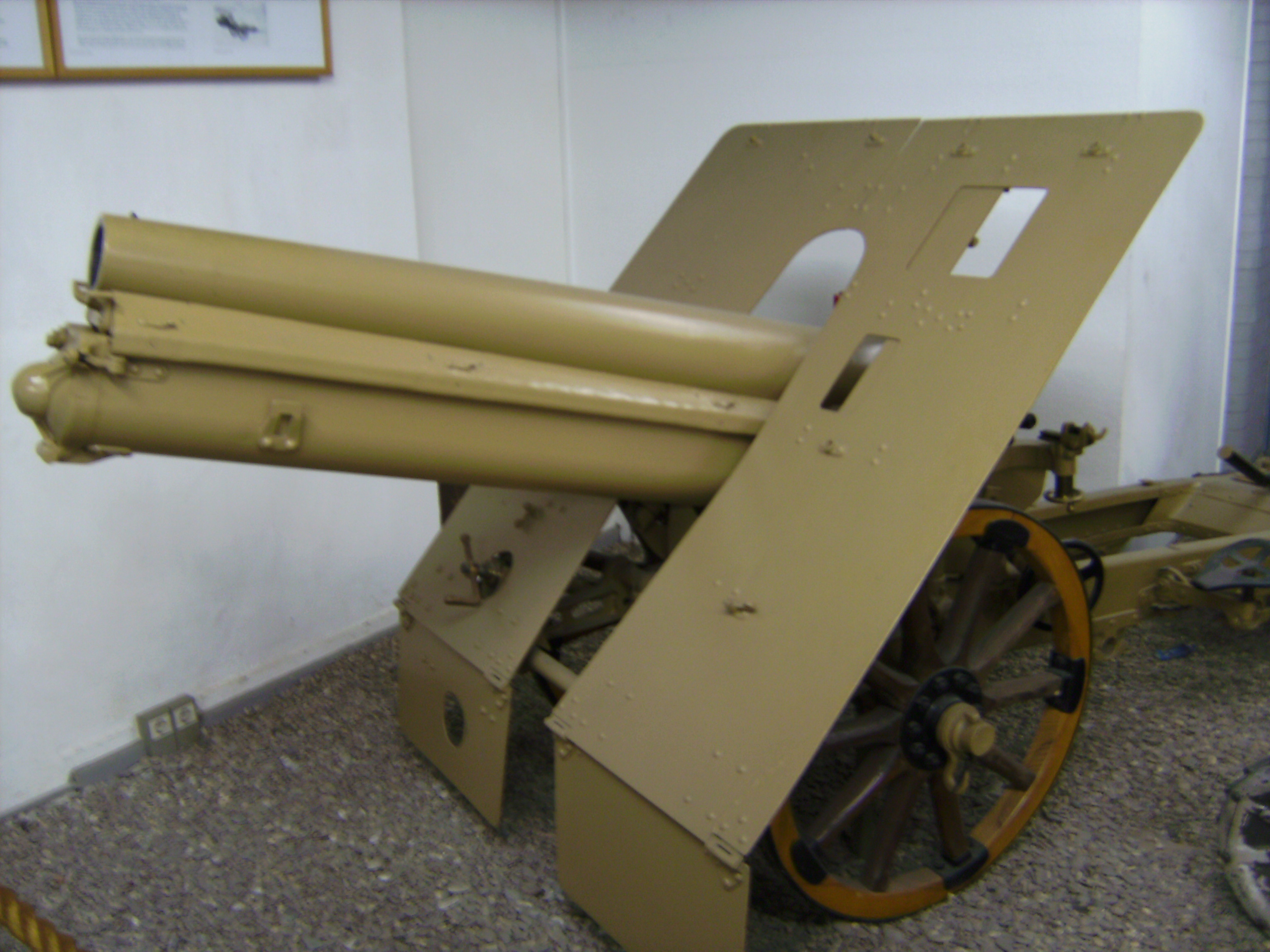
cannone Škoda 100 mm da montagna
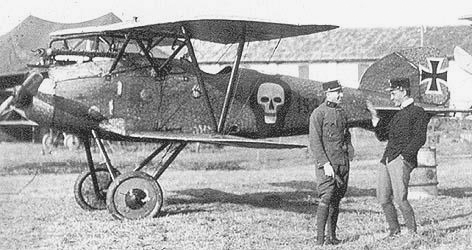
Aereo dell'aviazione austriaca nella prima guerra mondiale
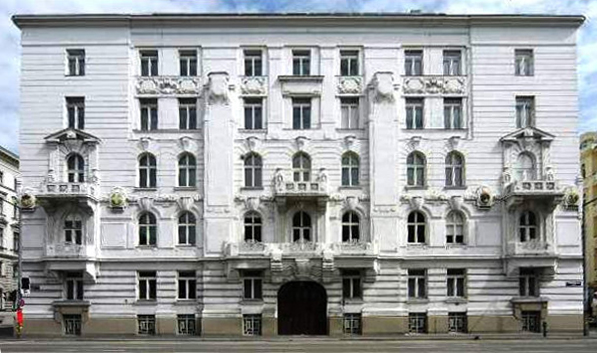
Il quartier generale della sezione navale del ministero della guerra a Vienna
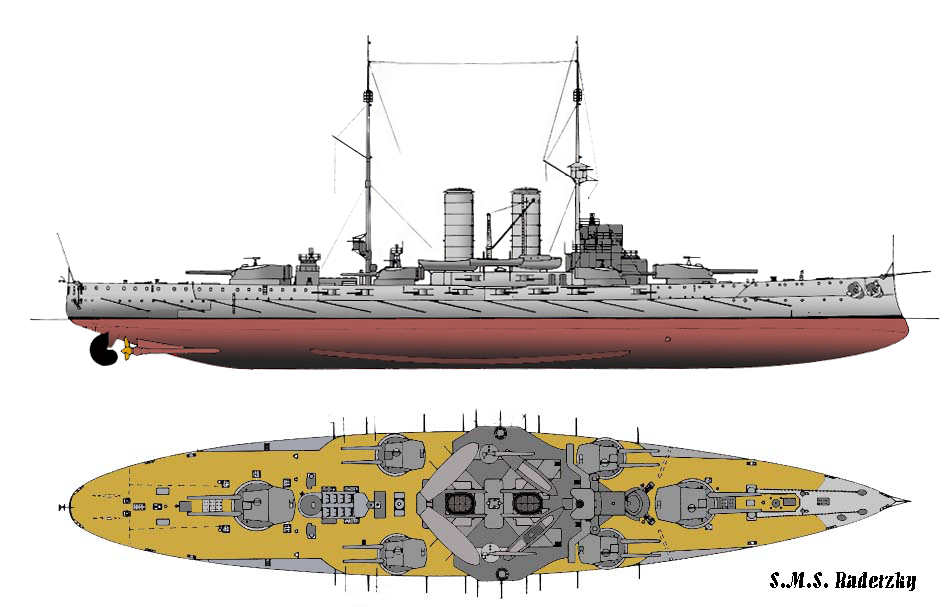
Nave da battaglia della classe Radetzky
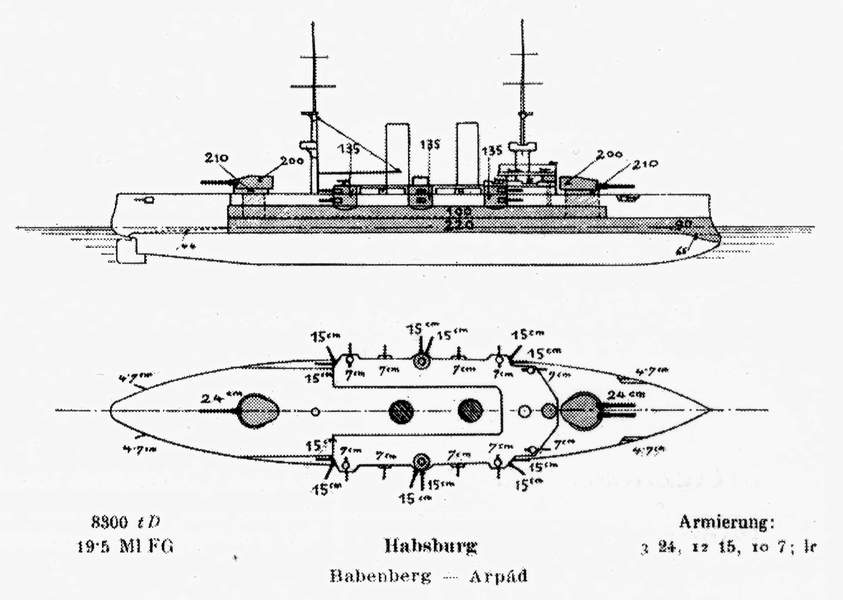
Nave da battaglia della classe Habsburg
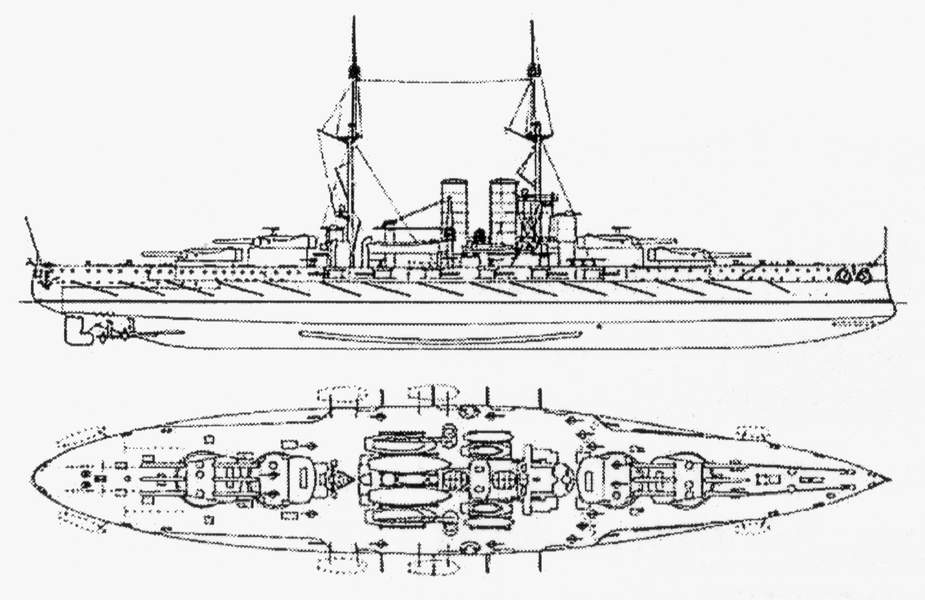
Nave da battaglia della classe Tegetthoff
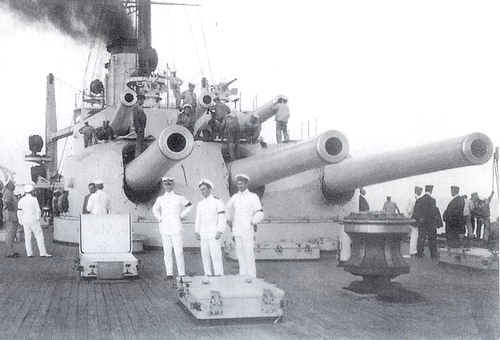
Torrette della SMS Tegetthoff